# Mýrdalur
Mýrdalur è un comune islandese della regione di Suðurland.Si trova a sud del ghiacciaio Mýrdalsjökull.